# ケイシャ
ケイシャ（Keisha、1966年10月25日 – ）は、アメリカ合衆国のエロティックダンサー、ポルノ女優。

## 生い立ち
出生名ラクエル・レネ・リオスとしてカリフォルニア州ロサンゼルスで生まれる。ウェストチェスター高校（カリフォルニア州ウェストチェスター）に通い、1984年に17歳で卒業した。彼女は多くの民族の血をひいている。ケイシャ自身に寄れば、父親からはスペイン人、メキシコ人、アメリカインディアンを受け継ぎ、母親からはスウェーデン人とイングランド人を受け継いだ。「法務秘書として働いていましたが、もっとエキサイティングなことをしたかったので電話のセックスオペレーターとしての仕事に就きました。」との事で、彼女には娼婦としての評判があった。1986年2月、彼女が働いていたテレフォンセックス会社のオーナーが彼女をXRCO賞の会場に連れて行き、ポルノデビューの切っ掛けとなった。 「人々が私のところに来て私が女優かどうか尋ねるので、私が「いいえ」と応えると彼らは「貴女はそうであるべきだ」と言いました。しかし、私が本当に夢中になったのはトレイシー・ローズがステージに上がった時、テレフォンセックス会社の友人が私に寄り沿って、「あそこにいる女の子を見て、彼女はフェラーリに乗っている」と言った時でした。「良いセックスと大金、それは私にとって素晴らしい響きでした。」
授賞式の後、これが本当に自分がやりたいことであるのか確認するため、業界について知っている全ての人々に話しかけた。1か月後、2本の映画と雑誌に出演することにした。

## 経歴
1986年3月、最初のポルノ映画、フランク・ジェイムズとキャンディ・エバンスと共演となる『Reckless Passion』に出演した。女性出演者が途中で降板したため、ケイシャが代わりに出演したのだった。
1987年1月、ストリップ・ダンサーとしての活動を開始し、アメリカとカナダのさまざまなストリップクラブに出演した。通常、週に4回のナイトショーに出演し、観客が彼女と一緒に撮影したポラロイド画像、サイン入りの8x10写真、ラップダンスの権利を得られるサイン会を行う。
1990年から1991年まで映画出演を制限し、ダンスに主軸を置いた。月に1〜2週間ダンサーとして踊り、時折「市場の最新情報に取り残されないため」映画に出演した。
1996年、彼女はポルノビジネスからの引退して大学に通う決意をした。卒業後の1999年にはポルノ業界に復帰した。
ケイシャはAVNおよびXRCO殿堂のメンバーであり、レジェンズ・オブ・エロティカにも加えられている。

## 出演作の一部
- 1986年: Virgin Heat
- 1987年: Games Couples Play
- 1987年: Get Me While I'm Hot
- 1987年: Honeymooners
- 1987年: Out of Control
- 1987年: Restless Passion
- 1987年: Rising
- 1988年: Ali Boobie And The 40 D's
- 1988年: Boom Boom Valdez
- 1988年: California Native
- 1988年: Dirty Laundry
- 1988年: ETV
- 1988年: Piece Of Heaven
- 1989年: Body Music
- 1989年: What A Country
- 1990年: Body Music 2
- 1992年: Sleeping with Everybody
- 1993年: Pussyman 4
- 1994年: Secret Diary
- 1995年: Mysteria
- 2000年: Sodomania 34
- 2008年: Seasoned Players

## 受賞とノミネーション
- 1988年: AVNアワード Best Actress – Video ノミネート[6]
- 1998年: AVN殿堂顕彰[7]
- 2001年: レジェンズ・オブ・エロティカ[8]
- 2006年: XRCO殿堂顕彰[9]